# Cymonomus umitakae
Cymonomus umitakae is een krabbensoort uit de familie van de Cymonomidae. De wetenschappelijke naam van de soort is voor het eerst geldig gepubliceerd in 1981 door Takeda.